# Anzor Kavazasjvili
Anzor Kavazasjvili (Georgisch: ანზორ ყავაზაშვილი, Russisch: Анзор Амберкович Кавазашвили) (Batoemi, 19 juli 1940) is een voormalig Georgisch voetballer en trainer. Zijn gehele carrière kwam hij uit voor de Sovjet-Unie.

## Biografie
Kavazasjvili begon zijn carrière bij Dinamo Tbilisi en maakte in 1960 de overstap naar Zenit Leningrad. Daarna ging hij voor Torpedo Moskou spelen, waarmee hij in 1965 landskampioen werd en in 1968 de beker won. In 1965 en 1967 werd hij uitgeroepen tot doelman van het jaar. In 1969 ging hij voor Spartak Moskou spelen en werd ook daar kampioen mee en won er in 1971 de beker mee.
Hij speelde 29 wedstrijden voor het nationale elftal, waaronder op het WK 1966 en WK 1970.
Na zijn spelerscarrière werd hij trainer en trainde onder andere het nationale team van Tsjaad, Guinee en de selectie onder 19 van de Russische SFSR.